# Siyar Bahadurzada
Siyar Bahadurzada (Kabul, 17 de abril de 1984) es un artista marcial mixto afgano compitiendo actualmente en la categoría de peso wélter en Ultimate Fighting Championship.

## Carrera en artes marciales mixtas
Bahadurzada comenzó su carrera profesional entrenando con el equipo Golden Glory en los Países Bajos.

### Ultimate Fighting Championship
El 30 de septiembre de 2011 Siyar firma un contrato con UFC esperando enfrentarse a Erick Silva el 14 de enero de 2012 en el evento UFC 142 pero finalmente Bahadurzada se lesionó y tuvo que ser reemplazado por Carlo Prater aplazando así su debut.
Su debut en UFC llegaba el 14 de abril de 2012 durante el evento UFC on Fuel TV 2 obteniendo una victoria frente a Paulo Thiago por KO a los 42 segundos del primer asalto ganando también el reconocimiento de nocaut de la noche.
Su segundo combate se había programado inicialmente para UFC 149 donde se iba a enfrentar a Thiago Alves reemplazando al lesionado Yoshihiro Akiyama aunque el 1 de junio Alves anunciaba su ausencia del evento debido a una lesión siendo reemplazado por Chris Clements pero esta vez es Bahadurzada, que se lesiona su mano derecha, quien tiene que ser reemplazado por Matthew Riddle quedando fuera del evento.
Tras recuperarse de su lesión Bahadurzada se enfrenta a Dong-hyun Kim el 3 de marzo de 2013 en el evento UFC on Fuel TV 8 perdiendo mediante decisión unánime.
Bahadurzada se enfrentó a John Howard el 28 de diciembre de 2013 en UFC 168. Bahadurzada perdió la pelea por decisión unánime.
Bahadurzada se enfrentó a Brandon Thatch el 5 de marzo de 2016 en UFC 196. Bahadurzada ganó la pelea por sumisión en la tercera ronda.
En 2020, anunció su salida de la promoción y posterior retiro como profesional.

## Campeonatos y logros

#### Ultimate Fighting Championship
- KO de la Noche (Una vez)

#### Shooto
- Campeón de Peso Medio (Una vez)
- Dos defensas consecutivas del título

## Récord en artes marciales mixtas
| Resultado | Récord | Oponente                 | Método                          | Evento                                    | Fecha                    | Ronda | Tiempo | Localización              | Notas                                                   |
| --------- | ------ | ------------------------ | ------------------------------- | ----------------------------------------- | ------------------------ | ----- | ------ | ------------------------- | ------------------------------------------------------- |
| Derrota   | 24–8–1 | Ismail Naurdiev          | Decisión (unánime)              | UFC Fight Night: Hermansson vs. Cannonier | 28 de septiembre de 2019 | 3     | 5:00   | Copenhague                |                                                         |
| Derrota   | 24–7–1 | Curtis Millender         | Decisión (unánime)              | UFC 232                                   | 29 de diciembre de 2018  | 3     | 5:00   | Inglewood, California     |                                                         |
| Victoria  | 24–6–1 | Luan Chagas              | KO (golpe frontal en el cuerpo) | UFC Fight Night: Barboza vs. Lee          | 21 de abril de 2018      | 2     | 2:40   | Atlantic City, New Jersey | Actuación de la Noche.                                  |
| Victoria  | 23–6–1 | Rob Wilkinson            | TKO (golpes)                    | UFC Fight Night: Volkov vs. Struve        | 2 de septiembre de 2017  | 2     | 3:10   | Róterdam, Holanda         |                                                         |
| Victoria  | 22–6–1 | Brandon Thatch           | Sumisión (arm-triangle choke)   | UFC 196                                   | 5 de marzo de 2016       | 3     | 1:55   | Las Vegas, Nevada         |                                                         |
| Derrota   | 21–6–1 | John Howard              | Decisión (unánime)              | UFC 168                                   | 28 de diciembre de 2013  | 3     | 5:00   | Las Vegas, Nevada         |                                                         |
| Derrota   | 21–5–1 | Dong-hyun Kim            | Decisión (unánime)              | UFC on Fuel TV: Silva vs. Stann           | 3 de marzo de 2013       | 3     | 5:00   | Saitama                   |                                                         |
| Victoria  | 21–4–1 | Paulo Thiago             | KO (golpe)                      | UFC on Fuel TV: Gustafsson vs. Silva      | 14 de abril de 2012      | 1     | 0:42   | Estocolmo                 | KO de la Noche.                                         |
| Victoria  | 20–4–1 | Tommy Depret             | TKO (rodillazo y golpes)        | United Glory                              | 28 de mayo de 2011       | 2     | 4:16   | Moscú                     | Campeón del Torneo de peso wélter.                      |
| Victoria  | 19–4–1 | John Alessio             | TKO (golpes)                    | United Glory                              | 19 de marzo de 2011      | 1     | 1:55   | Charleroi                 | Semifinal del Torneo de peso wélter.                    |
| Victoria  | 18–4–1 | Derrick Noble            | TKO (golpes)                    | United Glory                              | 16 de octubre de 2010    | 1     | 1:54   | Ámsterdam                 | Cuartos de final del Torneo de peso wélter.             |
| Victoria  | 17–4–1 | Carlos Alexandre Pereira | KO (golpe)                      | Shooto 17                                 | 6 de agosto de 2010      | 1     | 1:34   | Río de Janeiro            | Defendió el Campeonato de Peso Medio de Shooto.         |
| Victoria  | 16–4–1 | Robert Jocz              | Decisión (mayoritaria)          | Ultimate Glory 11                         | 17 de octubre de 2009    | 3     | 5:00   | Ámsterdam                 |                                                         |
| Victoria  | 15–4–1 | Leandro Silva            | TKO (golpes)                    | Shooto 13                                 | 27 de agosto de 2009     | 1     | 3:14   | Fortaleza                 | Defendió el Campeonato de Peso Medio de Shooto.         |
| Derrota   | 14–4–1 | Jorge Santiago           | Sumisión (heel hook)            | Sengoku 6                                 | 1 de noviembre de 2008   | 1     | 1:10   | Saitama                   | Semifinal del Gran Premio de peso medio de Sengoku.     |
| Victoria  | 14–3–1 | Evangelista Santos       | TKO (lesión)                    | Sengoku 5                                 | 28 de septiembre de 2008 | 1     | 0:22   | Tokio                     | Primera ronda del Gran Premio de peso medio de Sengoku. |
| Derrota   | 13–3–1 | Kazuo Misaki             | Sumisión (guillotine choke)     | Sengoku 1                                 | 5 de marzo de 2008       | 2     | 2:02   | Tokio                     |                                                         |
| Victoria  | 13–2–1 | Nathan Schouteren        | Sumisión (golpes)               | Ultimate Glory 6                          | 17 de noviembre de 2007  | 1     | 4:17   | Ede                       |                                                         |
| Victoria  | 12–2–1 | Shiko Yamashita          | Decisión (unánime)              | Shooto 4                                  | 15 de julio de 2007      | 3     | 5:00   | Tokio                     | Ganó el Campeonato de Peso Medio de Shooto.             |
| Victoria  | 11–2–1 | Kurt Verschueren         | KO (golpe)                      | Ultimate Glory 3                          | 20 de mayo de 2007       | 1     | 0:55   | Róterdam                  |                                                         |
| Victoria  | 10–2–1 | Rody Trost               | TKO (golpes)                    | Staredown City                            | 22 de abril de 2007      | 2     | 3:19   | Amersfoort                |                                                         |
| Victoria  | 9–2–1  | Rolandas Agrba           | Sumisión (rear-naked choke)     | Ultimate Glory 2                          | 21 de enero de 2007      | 1     | 0:26   | Amersfoort                |                                                         |
| Victoria  | 8–2–1  | Dennis de Rus            | Decisión (unánime)              | Kickboxing Gala Free-Fight                | 15 de octubre de 2006    | 3     | 3:00   | Beverwijk                 |                                                         |
| Victoria  | 7–2–1  | Alexander Penao          | Sumisión (heel hook)            | Shooto: Holland 4                         | 10 de septiembre de 2005 | 1     | 3:31   | Barneveld                 |                                                         |
| Derrota   | 6–2–1  | Stefan Klever            | Decisión (unánime)              | Rings Holland: Born Invincible            | 12 de diciembre de 2004  | 2     | 5:00   | Utrecht                   |                                                         |
| Derrota   | 6–1–1  | Nathan Schouteren        | Decisión (unánime)              | Shooto Holland: Knock-Out Gala III        | 28 de marzo de 2004      | 2     | 5:00   | Flesinga                  |                                                         |
| Empate    | 6–0–1  | Patrick Vallee           | Empate                          | Shooto Holland: Fight Night               | 18 de octubre de 2003    | 2     | 5:00   | Flesinga                  |                                                         |
| Victoria  | 6–0    | Arschak Dahabagian       | Decisión (unánime)              | Shooto Holland: On Tour 4                 | 20 de septiembre de 2003 | 2     | 5:00   | Ede                       |                                                         |
| Victoria  | 5–0    | Sebastiaan Rijtslag      | Decisión (unánime)              | Shooto Holland: On Tour 4                 | 20 de septiembre de 2003 | 2     | 5:00   | Goes                      |                                                         |
| Victoria  | 4–0    | Dennis van Asselt        | Sumisión (rear-naked choke)     | Shooto Holland: 4-Man Tournament          | 20 de abril de 2003      | 1     | 2:32   | Goes                      |                                                         |
| Victoria  | 3–0    | Hubert Veenendaal        | Sumisión (triangle choke)       | Shooto Holland: Holland vs. the World     | 20 de abril de 2003      | 1     | 2:28   | Culemborg                 |                                                         |
| Victoria  | 2–0    | Mingoes Pelupessy        | KO (patada a la cabeza)         | Shooto Holland: On Tour                   | 29 de septiembre de 2002 | 1     | 0:19   | Culemborg                 |                                                         |
| Victoria  | 1–0    | Marc Lange               | KO (golpes)                     | BOTE 4: Beast of the East 4               | 8 de marzo de 2002       | 1     | 0:57   | Zutphen                   |                                                         |